# Dasypogonaceae
Dasypogonaceae је фамилија монокотиледоних скривеносеменица, која постоји у малом броју класификационих схема. Углавном је повезују са преосталим аустралијским фамилијама ксероморфних монокотиледоних биљака (Xanthorrhoeaceae и Laxmanniaceae), на основу морфолошке сличности. У систему APG II (2003) фамилија је у оквиру комелиноидне групе, али несврстана у ред. Након молекуларно-систематичких истраживања, фамилија је сврстана у ред Arecales, заједно с палмама, у систему APG IV (2016).
Фамилија Dasypogonaceae обухвата 4 рода са 16 врста аустралијских биљака. У оквиру фамилије, постоје две групе од по два сродна рода: